# 天主教蘇薩教區
天主教蘇薩教區（拉丁語：Dioecesis Segusiensis）是天主教會在義大利的一個教區。屬都靈總教區。
教區成立於1772年8月3日，1803年6月1日被撤銷並被併入都靈總教區，1817年7月17日恢復。
教區包括都靈省西部，2010年有教友69,000人，佔轄區總人口90.2%。教區下轄六十一個堂區，有五十一名司鐸。
教區主教現時出缺，宗座署理為切薩雷·諾西利亞，榮休主教為亞豐索·巴迪尼·孔法洛涅里。